# Zelkova sicula
Zelkova sicula es una especie de Zelkova, árbol de la familia de las Ulmáceas, endémica de Sicilia.

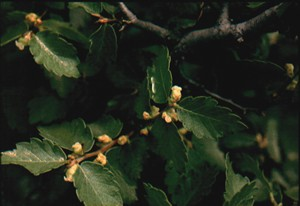

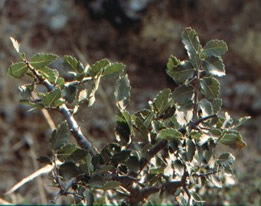

## Descripción
Es un arbusto caducifolio que crece hasta los 2-3 metros de alto; su tamaño maduro natural se desconoce, dado que todos los ejemplares existentes han sido intensamente comidos por las cabras, limitando su crecimiento. Las hojas son ovales, de 1–5 cm de largo y 0,5–3,5 cm de ancho, con un pecíolo de 1–4 mm de largo; los bordes son lobulados, con 6-8 lóbulos a cada lado.

## Hábitat
La única población conocida, encontrada en el año 1991, está formada por 200-250 plantas que crecen en la zona de los Montes Ibleos, en Buccheri, en el sudeste de Sicilia, cerca de Siracusa; se cree que todos ellos derivan posiblemente de solo un clon, o como mucho de unos escasos individuos distintivos. Su hábitat natural son los bosques templados y la vegetación arbustiva de tipo mediterráneo. Está amenazada por la pérdida de hábitat. La lista IUCN incluye a esta especie dentro de los Críticamente en Peligro. A pesar de esto, hasta ahora no se han tomado medidas legales de protección.

## Taxonomía
Zelkova sicula fue descrita por Di Pasq., Garfi & Quézel y publicado en Biocosme Mésogéen 8–9: 403. 1992.
Etimología
El nombre Zelkova deriva del nombre nativo de Z. carpinifolia en uno o más de las lenguas del Cáucaso, como se demuestra en el nombre georgiano, ძელქვა (dzelkva). ძელ dzel que significa "barra, viga" o "travesaño", y ქვა kva que significa "roca". El árbol se usó a menudo para hacer barras o travesaños con una dureza de roca y resistentes para la construcción.
sicula: epíteto latíno que significa "pequeña daga".